# Scopaeus curraxoides
Scopaeus curraxoides – gatunek chrząszcza z rodziny kusakowatych i podrodziny żarlinków (Paederinae).
Gatunek ten został opisany w 1955 roku przez Tsunamitsu Adachiego.
Ciało długości od 3,4 do 3,6 mm, rudobrązowe z ciemnobrązowymi czułkami i żółtawobrązowymi odnóżami, gęsto punktowane i omszone. Kwadratowa głowa nieco szersza od prawie trapezowatego przedplecza, które jest nieco węższe i nieco krótsze od pokryw. Wierzchołkowa ⅓ krawędzi tych ostatnich jest jasnobrązowa. Asymetryczne płaty wierzchołkowe edeagusa są nieco ku wierzchołkowi rozszerzone. Płat środkowy z dwiema częściami, z których lewa w widoku bocznym jest zakrzywiona dobrzusznie i zaostrzona, a prawa zakrzywiona dogrzbietowo i stępiona. Podobny, lecz mniejszy niż S. currax.
Chrząszcz znany z Korei i Japonii.